# Tetrix albomaculatus
Tetrix albomaculatus är en insektsart som beskrevs av Zheng, Z. och G. Jiang 2006. Tetrix albomaculatus ingår i släktet Tetrix och familjen torngräshoppor. Inga underarter finns listade i Catalogue of Life.